# Masdevallia lata
Masdevallia lata är en orkidéart som beskrevs av Heinrich Gustav Reichenbach. Masdevallia lata ingår i släktet Masdevallia och familjen orkidéer. Inga underarter finns listade i Catalogue of Life.